# Hannelore Cayre
Hannelore Cayre (nacida el 24 de febrero de 1963 en Neuilly-sur-Seine) es una novelista, guionista y directora de cine francesa. También es abogada penalista en el Colegio de Abogados de París.

## Biografía

### Carrera profesional
Después de estudiar derecho, Hannelore Cayre trabajó como directora financiera en France 3 Cinéma hasta 1991. Se recupera de un grave accidente automovilístico hasta 1997, cuando presta juramento ante el Colegio de Abogados de París como abogada penalista. Este trabajo la inspiró a escribir su primer libro en 2004. Desde entonces ha estado escribiendo.

### Escritura
Mientras era abogada penal en el Colegio de Abogados de París, Hannelore Cayre comenzó su carrera como escritora con una trilogía protagonizada por Christophe Leibowitz-Berthier.
En 2009 dirigió su primer largometraje Commis d'office que, en el contexto de la historia de su primera obra, retoma varios elementos de la trilogía. En la película, Christophe Leibowitz se transforma en Antoine Laoud, interpretado por Roschdy Zem.
Durante este período colaboró con la revista XXI y escribió tres reportajes.
En 2012, publicó Comme au cinéma: Petite fable judiciaire.
En 2017, se publicó La Madrina, ganando varios premios, incluido el Prix du polar européen y el Gran premio de la literatura policíaca. El director Jean-Paul Salomé adapta la novela al cine con Isabelle Huppert en el papel principal. Hannelore Cayre firma el guion con él.
Richesse oblige se publica en 2020. El mismo año, incursiona por primera vez en la ciencia ficción con Malossol beach, un cómic ilustrado por el dibujante Pascal Valty y publicado en una microeditorial, La Valtynière, fundada por el propio dibujante.

## Obras

### Novelas
Serie Leibowitz:
1. Commis d'office (2004), ISBN 9782864245087
2. Toiles de maître (2005), ISBN 9782864245537
3. Ground XO (2007), ISBN 9782864246237

Independientes:
- Comme au cinéma: Petite fable judiciaire (2012), ISBN 9782864248804
- La Madrina (La Daronne) (2017), ISBN 9782901096641
- Richesse oblige (2020), ISBN 9791022610216

### Cómics
- Malossol beach (2020), ilustrado por Pascal Valty

## Filmografía

### Como actriz
- Commis d'office (2009), película dirigida por ella misma
- À trois on y va (2015), película dirigida por Jérôme Bonnell

### Como guionista
- Vivre son patrimoine (1994), cortometraje dirigido por ella misma
- Commis d'office (2009), película dirigida por ella misma
- La guerre des saintes (2009), telefilme dirigido por Giordano Gederlini
- Mamá María (2020), película dirigida por Jean-Paul Salomé

### Como directora
- Albertina a maigri (1993), cortometraje, Prix Procirep 92
- Vivre son patrimoine (1994), cortometraje, seleccionado en el Festival Internacional de Cine de Mujeres de Créteil
- Fuck halloween (2002), cortometraje, premio especial del jurado en el Festival du film de sexualité alternative
- Commis d'office (2009), película

## Distinciones

### Premios
- Prix Polar derrière les murs 2005 por Commis d'office
- Prix du polar européen 2017 por La Madrina[4][5]
- Gran premio de la literatura policíaca 2017 por La Madrina[6]
- Prix des Lecteurs 2017 del Festival du Polar Villeneuve-lès-Avignon por La Madrina
- Prix du noir historique 2020 por los eventos en la historia de Blois en Richesse oblige[7]
- Crime Fiction in Translation Dagger 2020 por The Godmother (la traducción al inglés de La Madrina)[8]

### Nominaciones
- Premio Barry a la mejor novela en rústica 2020 por La Madrina[9]
- César a la mejor adaptación en la 46.ª ceremonia de los premios César (2021) por Mamá María[10]

## Adaptaciones
- Commis d'office (2009), película dirigida por Hannelore Cayre, basada en la novela Commis d'office
- Mamá María (2020), película dirigida por Jean-Paul Salomé, basada en la novela La Madrina